# Мукава (река)
Мукава (яп. 鵡川 мукава) — река в Японии на острове Хоккайдо. Протекает по территории округов Ибури и Камикава.
Исток реки находится в западной части хребта Хидака под горой Карифури-Таке (狩振岳, высотой 1323 м), на территории села Симукаппу в округе Камикава. Там же в него впадают притоки Панкесюру и Сюсюбецу, после чего река течёт по ущелью Акаивасэйган. Ниже река протекает через посёлок Хобецу, где в неё впадает река Хобецу. Река впадает в Тихий океан в посёлке Мукава, образуя дельту.
Происхождение названия неизвестно, по одной из версий оно происходит от айнского «мука» — «бьющая вода».
Длина реки составляет 135 км, на территории её бассейна (1270 км²) проживает около 12 тыс. человек. Бассейн реки узкий и продолговатый. Согласно японской классификации, Мукава является рекой первого класса.
Около 80 % (или 91 %) бассейна реки занимают леса. Осадки в среднем течении реки составляют около 1500 мм в год (2010 год).
Согласно исследованию, проведённому весной 2002 года, расход воды в устье реки составлял 764—1192 м³/с. Содержание растворённого азота составило 0,4 мг/л, а фосфора — около 0,02 мг/л. Во время паводка концентрация взвешенных осадков в реке доходила до 4000 мг/л. Река выносит осадок в море на расстояние более 10 км. Мелкие частицы (глина и ил) в основном оседают на глубинах до 10 м.
Во время нереста по реке поднимается типичная для Хоккайдо Spirinchus lanceolatus (корюшковые). Также в реке обитают кета и форель.
На ваттах у устья реки встречаются такие перелётные птицы, как чернозобик, ходулочник и ржанковые. С приходом холодов туда в поисках пищи залетают орланы-белохвосты.
В бассейне реки обитают также несколько видов дятлов (большой пёстрый, малый острокрылый и седоголовый и находящаяся под охраной желна) и зимородок. На сельскохозяйственных землях встречаются обыкновенный фазан и большая горлица.
Река популярна для сплава на каяках и считается одной из лучших в Японии рек для этого. Также на реке популярна рыбалка. Верховья реки известны своими осенними красками, самыми популярными местами для любования осенней листвой считаются Симукаппу, ущелье Акаивасэйган, окрестности плотины Сосюбецу и водопад Гобан.
В XX веке крупнейшие наводнения происходили в 1922, 1962 и 1981 годах. Во время наводнения 1922 года 8 человек погибло и 2 пропало без вести, в 1962 2 человека погибло и 2 пропало без вести, в 1981 году погиб один человек.